# Ducado de Pomerania
El ducado de Pomerania (en alemán: Herzogtum Pommern; en polaco: Księstwo Pomorskie) fue un ducado en Pomerania en la costa meridional del mar Báltico, gobernado por los duques de la Casa de Pomerania (Griffins). 
El ducado tuvo su origen en el reino de Wartislao I, un duque pomerano eslavo, y fue ampliado por la región de Schlawe-Stolp en 1317, el principado de Rügen en 1325 y la región de Lauenburgo y Bütow en 1455. Durante la Edad Media, también comprendía las regiones norteñas de Neumark y Uckermark, así como Circipania y Mecklenburg-Strelitz.
Los duques de Pomerania fueron vasallos de Polonia entre 1122 y 1138, del ducado de Sajonia de 1164 a 1181, de Dinamarca de 1185 a 1227, y del Sacro Imperio Romano Germánico de 1181 a 1185 y de 1227 a 1637, incluyendo periodos de vasallaje del margraviato de Brandeburgo. La mayoría del tiempo, el ducado fue gobernado por distintos duques de Griffin en común, resultando en varias particiones internas. Al morir el último duque de Griffin durante la guerra de los Treinta Años en 1637, el ducado fue dividido entre Brandeburgo-Prusia y Suecia.

## Orígenes
En el siglo XII, Polonia, el Ducado de Sajonia del Sacro Imperio Romano Germánico y Dinamarca conquistaron Pomerania, finalizando la era del dominio tribal de la región.

### Casa de Pomerania (Grifo)

El grifo de Pomerania.

Las regiones de Stolp (Słupsk) y Schlawe (Sławno) (tierras de Schlawe-Stolp) eran gobernadas por Ratibor I y sus descendientes (la rama Ratiboriden del Grifo de la Casa de Pomerania) hasta la ocupación danesa y la extinción de la línea Ratiboride en 1227.
Las áreas que se extienden de Kolberg (Kołobrzeg) a Stettin (Szczecin) eran gobernadas por el hermano de Ratibor Wartislao I y sus descendientes (Casa de Pomerania, también llamada Grifo, del que es el primer antepasado conocido) hasta la década de 1630. Según los términos de la rendición después de la conquista polaca, Wastislao tuvo que aceptar la soberanía polaca, convertir su pueblo al Cristianismo y pagar un tributo anual al duque polaco.

### Polonia
La mayor parte de Pomerania fue sometida por el duque polaco Boleslao III Bocatorcida en distintas expediciones organizadas entre 1102 y 1121.
De 1102 a 1109, Boleslao realizó campañas en la zona de los ríos Netze (Notec) y Persante (Parseta). La residencia pomerana en Belgard (Bialogard) fue tomada en 1102. De 1112 a 1116, Boleslao sometió toda la Pomerelia. De 1119 a 1122, el área hacia el Oder fue sometida. Stettin (Szczecin) fue ocupada en el invierno de 1121/1122.
La conquista resultó en una gran matanza y la devastación de vastas áreas de Pomerania, y los duques de Pomerania se convirtieron en vasallos de Boleslao III de Polonia.
La influencia de Polonia se desvaneció en la siguiente década. En 1135, Boleslao aceptó vasallaje del emperador Lotario III del Sacro Imperio Romano Germánico y a cambio recibió sus conquistas en Pomerania, así como el Principado de Rügen, que no había sido derrotado, como feudo. Wartislao I también aceptó al emperador como su señor. Al morir Boleslao en 1138, finalizó el vasallaje polaco, lo que provocó la competencia del Sacro Imperio Romano Germánico y Dinamarca en la región.

### Expansión occidental de Wartislao I
Al mismo tiempo, Wartislao logró conquistar vastos territorios al oeste del río Oder, un área habitada por las tribus de Luticios debilitadas por pasados conflictos militares, y los incorporó a su Ducado de Pomerania. En 1120, se había expandido al oeste a las zonas en torno al lago Oder y al río Peene. Notablemente Demmin, el Principado de Gützkow y Wolgast fueron conquistadas en los años siguientes.
Las principales etapas de las expansión hacia el oeste en el territorio de los lutici ocurrieron entre las dos misiones de Otón de Bamberg, en 1124 y 1128. En 1128, Demmin, el Condado de Gützkow y Wolgast fueron incorporados al reino de Wartislao I a pesar de que la guerra aún continuaba. Vencidos los lutici, los otros botines de guerra, tales como ganado, dinero y ropas, fueron repartidos entre los vencedores. Después de estas conquistas, el ducado de Wartislao se extendía entre la bahía de Greifswald al norte, Circipania, inclusive Güstrow (Ostrów) al oeste, Kolobrzeg al este, y posiblemente hasta los ríos Havel y Spree al sur.
Las ganancias territoriales no estuvieron sujetas al vasallaje polaco, sino que fueron puestas bajo el vasallaje del margrave de Nordmark Alberto el Oso, un decidido enemigo de los eslavos, por Lotario II del Sacro Imperio Romano Germánico. Así, los territorios occidentales contribuyeron a hacer significativamente independiente a Wartislao de los duques polacos. Wartislao no fue el único en realizar campañas en esta región. El duque polaco Boleslao III lanzó una expedición al área de Müritz durante su campaña pomerana en 1120/21, hasta que se retiró para someter a Wartislao. El futuro Lotario III (entonces duque sajón Lotario I de Supplinburg) inició una campaña masiva en 1114 contra las tribus locales de luticios hasta que los derrotó finalmente en 1228. Además, los territorios fueron invadidos múltiples veces por fuerzas danesas, que, viniendo del mar Báltico, avanzaron siguiendo el curso de los ríos Peene y Uecker hasta la línea Demmin-Pasewalk. En diferentes momentos, pomeranos, sajones y daneses eran aliados u oponentes. Los duques pomeranos consolidaron su poder a lo largo del siglo XII, aun cuando las guerras precedentes habían dejado estos territorios completamente devastados.

### Conversión y diócesis pomerana

Diócesis de Kammin.

El primer intento de convertir a los pomeranos tuvo lugar tras la subyugación de Pomerania por Boleslao III de Polonia. En 1122, el monje español Bernardo viajó a Jumne (Wolin) acompañado solo por su capellán y un intérprete. Los pomeranos, sin embargo, no quedaron impresionados por sus esfuerzos misioneros y por último lo expulsaron. Bernardo fue más tarde obispo de Lebus.
Después del fracaso de Bernardo, Boleslao III pidió a Otón de Bamberg que convirtiera a Pomerania al cristianismo, que cumplió en su primera visita en 1124/25. La estrategia de Otón difería mucho de la utilizada por Bernardo: mientras que Bernardo viajaba solo como un pobre y desconocido sacerdote, Otón, un hombre rico y famoso, era acompañado por 20 clérigos de su propia diócesis, numerosos sirvientes, 60 guerreros cedidos para él por Boleslao y llevaba consigo numerosos suministros y regalos. Después de llegar a Pyritz, los pomeranos fueron convencidos de que el propósito de Otón no era el de ganar riquezas a expensas del pueblo pomerano, puesto que ya era rico, sino solamente convertirlos al Cristianismo, que protegería a los pomeranos de futuros castigos de Dios, como la devastación polaca había representado. Esta aproximación resultó un éxito y fue respaldada por partes de la nobleza pomerana que en parte ya era cristiana, como el duque Wartislao I, que impulsó y promovió la misión de Otón. Muchos pomeranos fueron bautizados ya en Pyritz, así como en otros burgos visitados.

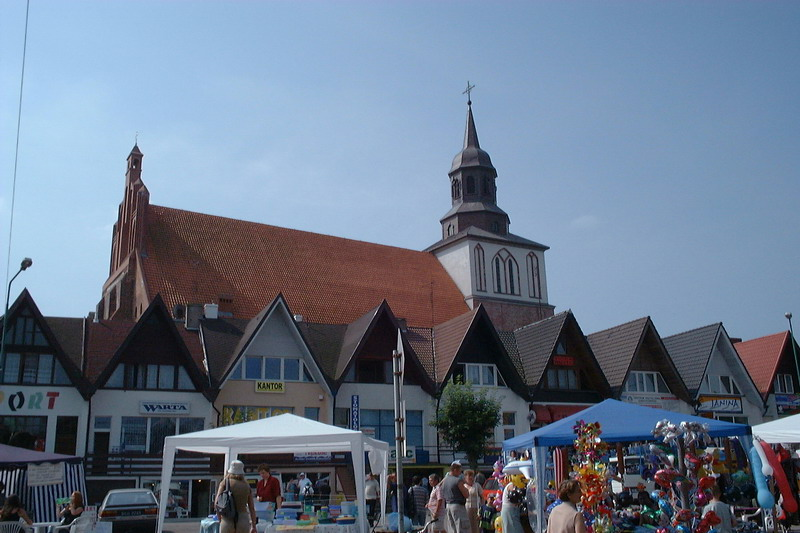
St. Nicolás, Wolin (Wolin)

Otón de Bamberg volvió en 1128, esta vez invitado por el mismo duque Wartislao I, ayudado por el emperador Lotario II del Sacro Imperio Romano Germánico, para convertir a los eslavos (luticios) de la Pomerania Occidental, que acababa de ser incorporada al ducado de Pomerania, y fortalecer la fe cristiana entre los habitantes de Stettin y Wollin, que habían vuelto al paganismo. Otón visitó esta vez primero los burgos de la Pomerania Occidental. La nobleza, reunida en un congreso en Usedom, aceptó el cristianismo el 10 de junio de 1128. Otón recibió el título de apostolus gentis Pomeranorum, fue hecho santo por el papa Clemente III en 1189 y venerado en Pomerania incluso después de la Reforma Protestante.

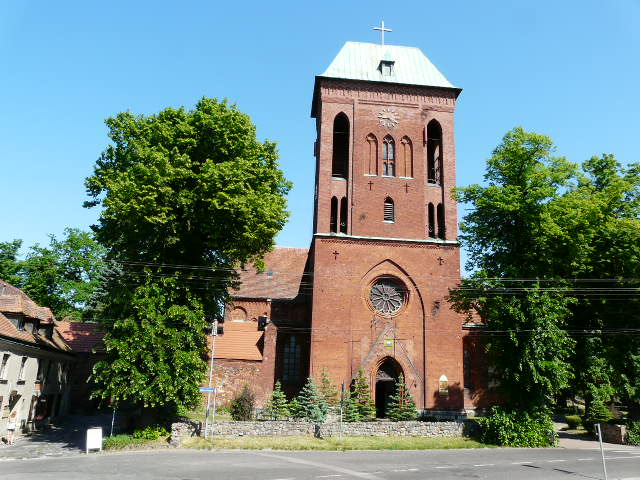
Catedral de Kammin.

En 1140, un año después de la muerte de Otón de Bamberg, se fundó la diócesis católica de Pomerania y fue puesta bajo la dirección directa de la Santa Sede. Adalberto de Pomerania, que había participado en la misión de Otón como intérprete y asistente, fue nombrado su primer obispo. La directa subordinación al Papa frustró las aspiraciones de los arzobispos de Magdeburgo y Gniezo, que ambos habían presionado a Otón de Bamberg para incorporar su diócesis a sus jurisdicciones. La sede incicial de la diócesis de Pomerania fue Wollin, aunque fue trasladada a la Abadía de Grobe en la isla de Usedom y a Kammin (Cammin, ahora Kamien Pomorskie) en 1150 y 1175, respectivamente. Desde 1188, cuando el Papa aceptó el traslado de la sede, el obispado fue llamado diócesis católica de Kammin, si bien antes era se le nombraba como diócesis pomerana.
En 1248, los obispos de Kammin y los duques de Pomerania intercambiaron las tierras ("terrae") de Targard y Kolberg, dejando a los obispos a cargo de la última. A continuación, los obispos extendieron pronto sus dominios a las regiones de Kolberg (ahora Kołobrzeg), Köslin (Koszalin) y Bublitz (ahora Bobolice). Cuando se convirtieron en 1276 en soberanos de la población de Kolberg, trasladaron su residencia allí, mientras que la diócesis se administraba desde las cercanías de Köslin. Los obispos trataron de excluir en múltiples ocasiones al gobierno ducal mediante la aplicación de la Inmediación imperial (Reichsunmittelbarkeit). Los duques de Pomerania se anticiparon a estas ambiciones, y la inmediación solo fue concedida temporalmente en 1345.

### Dinamarca y el Sacro Imperio Romano Germánico

Escandinavia en 1219. Dinamarca en 1170, incluyendo el Principado de Rügen, se muestra en naranja; las ganancias territoriales posteriores, que incluyeron al Ducado de Pomerania, aparecen en verde claro.

En el oeste, los obispos y duques del Sacro Imperio Romano Germánico montaron expediciones a Pomerania. Las más notorias para el destino posterior de la región son la cruzada de los wendos de 1147 y la batalla de Verchen en 1164, cuando los duques pomeranos se convierten en vasallos del Enrique el León (duque de Sajonia). A pesar de este vasallaje, Enrique obtuvo la soberanía sobre Demmin en 1177 cuando se alió con los daneses, para reconciliarse con los duques de Pomerania después. En 1181 los duques recuperaron el ducado como feudo del emperador del Sacro Imperio Federico I Barbarroja. Bogislao I viajó hasta el campo de Barbarosa en Lübeck, donde recibió la bandera imperial y el título de "Duque de Eslavinia".
Desde el norte, Dinamarca atacaba Pomerania. Varias campañas a lo largo del siglo XII (en 1136, 1150, 1159 y en toda la década de 1160) culminaron con la derrota del Principado de Rugia en 1168. Los príncipes de Rugia se convirtieron en vasallos de Valdemar I de Dinamarca. En otoño de 1170, los daneses atacaron el estuario del Oder y un año después Circipania y tomaron el burgo de Cotimar en Behren-Lübchin. En 1173, los daneses volvieron de nuevo al Lago del Oder, apoderándose del burgo de Stettin. Wartislaw II Swantiboriz, castellano de Stettin, se convirtió en vasallo danés. En 1177, los daneses atacaron otra vez la región del lago del Oder y al burgo de Wolgast en 1178. En 1184 y 1185, tres campañas de los daneses lograron que Bogislaw I, Duque de Pomerania se convirtiera en vasallo danés. Estas campañas fueron montadas por el hijo y sucesor de Valdemar I al trono danés, Canuto VI de Dinamarca. En el Ducado de Pomerania el periodo danés duró hasta que Valdemar II de Dinamarca perdió la batalla de Bornhöved el 22 de julio de 1227. La supremacía danesa prevaleció hasta 1325 en el principado de Rügen.
Por entonces, al ducado también se lo llamaba Eslavinia (del alemán: Slawien), un término que se aplicaba igualmente a varias regiones wendas, como Mecklemburgo y el Principado de Rügen.

### Ciudades hanseáticas
Las poblaciones de Pomerania que se unieron a la Liga Hanseática actuaron independientemente del ducado, y en ocasiones con intereses opuestos a los duques. Las ciudades más poderosas fueron Stralsund, Greifswald y Stettin, así como Demmin, Anklam y Kolberg. Antes del Tratado de Stralsund de 1370, y durante el reinado de Erico de Pomerania, las ciudades hanseáticas estuvieron en estado de guerra con Dinamarca por la hegemonía del mar Báltico.
Parte de la nobleza pomerana se dedicaba a la piratería contra los buques hanseáticos. Barnim VI de Pomerania-Wolgast no solo se dedicó él mismo a la piratería, sino que también es conocido por dar refugio y escondites a la organización pirata Likedeeler.
La relación entre las ciudades y la nobleza a lo largo de la Edad Media varía desde las alianzas y el apoyo (del alemán: Landfrieden) hasta el bandidaje y la guerra abierta.

## Pomerania-Demmin y Pomerania-Stettin (1155-1264)
En 1155, el ducado fue dividido en Pomerania-Demmin y Pomerania-Stettin. Con pequeñas interrupciones, esta división duró hasta 1264.
Wartislao I fue asesinado entre 1134 y 1148 en Stolpe. Su hermano, Ratibor I de Schlawe-Stolpe, fundó la abadía de Stolpe y gobernó el reino en lugar de sus sobrinos menores Bogislao I y Casimiro I. Ratibor murió en 1155, y los hijos de Wartislao acordaron gobernar conjuntamente el ducado desde sus residencias en Demmin (Casimiro) y Stettin (Bogislaw). Excepto por la tierra de Kolberg, que estaba gobernada como un condominio, partieron el ducado con Pomerania-Demmin, que  comprendía las áreas del alto Peene, Tollense, Dievenow y Rega, y Pomerania-Stettin, que abarcaba las áreas del Oder, Ihna y el bajo Peene. Cuando murió Casimiro I en 1180, Bogislao se convirtió en el único duque. Bogislao I tomó su ducado como feudo del emperador del Sacro Imperio Federico I Barbarroja en 1181 y del rey de Dinamarca Canuto VI en 1185.
Cuando falleció en 1187, sus dos hijos Casimiro II y Bogislao II eran todavía menores, y el castellano de Stettin Wartislao (II) gobernó en su lugar. La presión danesa consiguió que Wartislao fuera sustituido en 1189 por el Príncipe de Rügen Jaromar I, un vasallo danés. El Principado de Rügen se expandió hacia el sur a expensas de Pomerania-Demmin. Cuando Casimiro II y Bogislao II murieron en 1219 y 1220, respectivamente, sus hijos respectivos Wartislao III (Pomerania-Demmin) y Barnim I (Pomerania-Stettin) eran todavía menores. La madre de Wartislao Ingardis de Dinamarca gobernó así hasta que Wartislao pudo hacerlo por sí mismo en Pomerania-Demmin en 1225 y Barnim, en teoría duque desde 1220, quien prácticamente empezó su reinado en Pomerania-Stettin solo en 1233. Pomerania-Demmin perdió su regiones del oeste y sur en favor de Brandeburgo, y el resto quedó bajo el gobierno de Barnim a la muerte de Wartislao en 1264.

## Cambios territoriales delsigloXIII

### Guerra con Brandeburgo
Durante el reinado de Otón I, Margrave de Brandeburgo e hijo de Alberto I de Brandeburgo (1100-1170), Brandeburgo reclamó la soberanía sobre Pomerania. Aún en 1181, Federico I Barbarroja, emperador del Sacro Imperio Romano Germánico, invistió al duque Bogislao I de la Casa de Pomerania de los Grifo como Duque de "Eslavia" (Pomerania). Esto no fue aceptado por el Margraviato de Brandeburgo y provocó varios conflictos militares.
Entre 1185 y 1227, Pomerania, junto con la mayor parte sur del Báltico, permaneció bajo soberanía de Dinamarca. Sin embargo, Brandeburgo intentó otra vez obtener la soberanía sobre Pomerania, y en 1214 por un corto periodo de tiempo conquistó Stettin. Después de la derrota de Dinamarca en la batalla de Bornhoeved en 1227, Dinamarca perdió todos sus territorios en la costa sur del Báltico, incluida Pomerania.
En ese tiempo, el Ducado de Pomerania era cogobernado por el duque Wartislao III de Demmin y el duque Barnim I de Stettin. Después de la retirada danesa, Brandeburgo tomó su oportunidad de invadir Pomerania-Demmin. En 1231, el emperador del Sacro Imperio Federico II dio el ducado, que entonces era otra vez parte del imperio, como feudo a los margraves de Brandeburgo de la casa de Ascania.